# Tanera Beag
Tanera Be(a)g o Tanara Beag es una isla del grupo de las Summer Isles, situadas frente a Highlands, al noroeste de Escocia. La isla se encuentra actualmente deshabitada.
Se le llama "Tanara Beag" ("Pequeña Tanara") para distinguirla de la isla de Tanera Mòr, "Gran Tanara".
- Datos: Q531704
- Multimedia: Tanera Beg / Q531704